# Лалай-Балалай
«Лалай-Балалай» — короткометражный российский кинофильм 2017 года режиссёра Руслана Братова. Приз конкурса «Кинотавр. Короткий метр». Гран-при кинофестиваля «Короче».

## Сюжет
Олег Маратович (Евгений Сытый), человек сколь широкодушный, настолько же и безбашенный,  как только объём горячительных напитков в его организме превышает ему одному известную допустимую норму, готов пуститься во все тяжкие. И всё бы ничего, но на сей раз после нежданного закрытия ресторана он увлекает в странное ночное путешествие по городу троих своих собутыльников, а на самом деле робких подчинённых, не смеющих и слова возразить своему непутёвому бригадиру.   Им море по колено и всё нипочем, а значит, можно творить всё, что душе угодно. Но и результат превосходит все возможные ожидания. Финал картины символичен и анекдотичен одновременно. Вот такой лалай-балалай.

## В ролях
- Евгений Сытый — Олег Маратович[2]
- Алексей Вертков — Гошан, подчинённый Олега Маратовича
- Павел Ворожцов — Рус, подчинённый Олега Маратовича
- Сергей Аброскин — Козуля, подчинённый Олега Маратовича
- Александр Баширов — мужчина в автомобиле
- Сергей Легостаев — водитель
- Иван Титяев — мальчик
- Яна Троянова —  мама мальчика